# Aino Joro
Aino Joro (...) è una giocatrice di football americano finlandese, che gioca come linebacker per le Tampere Saints.
In precedenza ha giocato per le West Coast Phoenix.